# 野地秩嘉
野地 秩嘉（のじ つねよし、1957年〈昭和32年〉2月27日 - ）は、日本のノンフィクション作家、日本文藝家協会会員。東京都生まれ、早稲田大学商学部卒業。祖父の野地嘉平は大日本帝国陸軍中将。

## 経歴
1957年、東京都生まれ。早稲田大学商学部卒業後、出版社に勤務。
美術展のプロデューサーなどを経て、ノンフィクション作家に転身。
人物ルポルタージュをはじめ、ビジネス、食や美術、海外文化などの分野で幅広く執筆。
『TOKYOオリンピック物語』でミズノスポーツライター賞優秀賞を受賞。
日本文藝家協会会員。著書に『キャンティ物語』『サービスの達人たち』『高倉健インタヴューズ』『トヨタ物語』『スバル ヒコーキ野郎が作ったクルマ』『日本人とインド人』『京味物語』『警察庁長官　知られざる警察トップの仕事と素顔』ほか著書多数。
現在、50代からの旅と暮らし発見マガジン『ノジュール』（JTBパブリッシング）にて「ゴッホを巡る旅」を執筆連載。

## 著書
※ 国立国会図書館調べ
- 『キャンティ物語』（幻冬舎、1994年9月1日）　ISBN 978-4877284947
- 『エッシャーが僕らの夢だった』（新潮社、1996年10月1日）　ISBN 978-4104141012
- 『ヤァ!ヤァ!ヤァ!ビートルズがやって来た : 伝説の呼び屋・永島達司の生涯』（幻冬舎、1999年9月1日）　ISBN 978-4877283278
- 『日本のおかま第一号―あなたは仕事に誇りをもっていますか?』(メディアファクトリー、1999年3月1日）　ISBN 978-4889918038
- 『サービスの達人たち』（新潮文庫、2001年10月1日）　ISBN 978-4101362519
- 『サービスの天才たち』（新潮文庫、2003年11月1日）　ISBN 978-4106100420
- 『人気シェフが教えるおいしい野菜レシピ』（プレジデント社、2003年7月1日）　ISBN 978-4833417846
- 『もてなしの心 : 赤坂「津やま」東京の味と人情』（PHP研究所、2005年1月15日）　ISBN 978-4569640716
- 『皿の上の人生』 (光文社文庫、2005年10月12日）　ISBN 978-4334739614
- 『ニューヨーク美術案内』(光文社新書、2005年10月14日）　ISBN 978-4334033255
- 『エッシャーに魅せられた男たち : 一枚の絵が人生を変えた』(知恵の森文庫、2006年11月7日）　ISBN 978-4334784492
- 『芸能ビジネスを創った男 : 渡辺プロとその時代』（新潮社、2006年3月16日）　ISBN 978-4104141029
- 『企画書は1行』 (光文社新書、2006年6月16日）　ISBN 978-4334033576
- 『成功はゴミ箱の中に : レイ・クロック自伝 : 世界一、億万長者を生んだ男』（プレジデント社、2007年1月1日）　ISBN 978-4833418454
- 『成功する名刺デザイン』（長友啓典と共著、講談社、2008年4月1日）　ISBN 978-4062145848
- 『接待は3分 : 仕事ができる人のもてなし術』（PHP研究所、2009年1月16日）　ISBN 978-4569705118
- 『娘に贈る家庭の味 : 赤坂「津やま」もてなしの心』（文春文庫、2009年10月9日）　ISBN 978-4167773137
- 『小沢選挙に学ぶ人を動かす力 : 必勝力を身につける!』（小塚かおると共著、かんき出版、2009年10月19日）　ISBN 978-4761266387
- 『おいしい野菜のおかず』（文春文庫、2009年3月10日）　ISBN 978-4167753634
- 『ヨーロッパ食堂旅行』（ダイヤモンド社、2009年3月13日）　ISBN 978-4478008638
- 『渡辺晋物語 : 昭和のスター王国を築いた男』（マガジンハウス、2010年10月21日）　ISBN 978-4838721993
- 『食の達人たち : フードストーリー』(小学館文庫、2010年12月7日）　ISBN 978-4094085709
- 『なぜ、人は「餃子の王将」の行列に並ぶのか?』（プレジデント社、2010年2月12日）　ISBN 978-4833470872
- 『一流たちの修業時代』 (光文社新書、2010年7月16日）　ISBN 978-4334035747
- 『TOKYOオリンピック物語』（小学館、2011年2月7日）　ISBN 978-4093881043
- 『日本一の秘書 : サービスの達人たち』(新潮新書、2011年3月1日）　ISBN 978-4106104114
- 『サービスの裏方たち』(新潮文庫、2011年6月26日）　ISBN 978-4101362526
- 『「朝10分」で仕事は片付ける : 本当のダンドリとは何か』（プレジデント社、2011年8月10日）　ISBN 978-4833419697
- 『高倉健インタヴューズ』（プレジデント社、2012年8月10日）　ISBN 978-4833420174
- 『プロフェッショナルサービスマン : 世界に通じる「汗と涙のホスピタリティ」』（プレジデント社、2013年5月16日）　ISBN 978-4833420464
- 『美しい昔 : 近藤紘一が愛したサイゴン、バンコク、そしてパリ』 (小学館文庫、2013年8月2日） ISBN 978-4094088465
- 『打ち合わせの天才』 (光文社新書、2014年10月15日） ISBN 978-4334038205
- 『アジアで働くいまはその時だ』（日経BP社、2014年11月21日） ISBN 978-4822277970
- 『アジア古寺巡礼』（静山社、2014年11月27日）　ISBN 978-4863892958
- 『イベリコ豚を買いに』（小学館、2014年3月31日）　ISBN 978-4093883658
- 『日本一のまかないレシピ 永久保存版』（プレジデント社、2014年4月10日） ISBN 978-4833420785
- 『川淵キャプテンにゴルフを習う : ゴルフも「仕事」も上達するレッスン50』（プレジデント社、2015年11月28日） ISBN 978-4833421539
- 『ヨーロッパ美食旅行』 (小学館文庫、2015年8月6日） ISBN 978-4094061932
- 『ヤンキー社長』（日経BP社、2015年9月3日）　ISBN 978-4822279202
- 『会話の天才 : 自分を変える3つのスキル』 (ワニブックス、2016年10月8日）　ISBN 978-4847065781
- 『北浦和のパチンコ店が1000億円企業になった : 埼玉・ガーデングループの小さな奇跡』（プレジデント社、2017年1月27日）　ISBN 978-4833422055
- 『SNS時代の文章術』 (講談社+α新書、2016年3月18日）　ISBN 978-4062729321
- 『サービスの達人たち : 究極のおもてなし』(新潮文庫、2016年3月27日）　ISBN 978-4101362533
- 『成功者が実践する「小さなコンセプト」』(光文社新書、2017年10月17日）　ISBN 978-4334043148
- 『トヨタ物語 : 強さとは「自分で考え、動く現場」を育てることだ』（日経BP社、2018年1月18日）　ISBN 978-4822257507
- 『トヨタ現場の「オヤジ」たち』 (新潮新書、2018年6月14日）　ISBN 978-4106107689
- 『世界に一軒だけのパン屋 : 地産地消で年商十億円北海道『満寿屋』三代の奇跡』（小学館、2018年11月26日） ISBN 9784093885478
- 『スバル : ヒコーキ野郎が作ったクルマ』（プレジデント社、2019年12月13日）　ISBN 978-4833423519
- 『サービスの達人たち : おもてなしの神』 (新潮文庫、2019年5月29日）　ISBN 978-4101362540
- 『TOKYOオリンピックはじめて物語』(小学館ジュニア文庫、2019年5月31日）　ISBN 978-4092312890
- 『トヨタの危機管理 ：どんな時代でも「黒字化」できる底力』（プレジデント社、2020年12月18日）　ISBN 978-4833424028
- 『日本人とインド人 : 世界市場「最後の成長エンジン」の真実』（プレジデント社、2020年5月12日）　ISBN 978-4833423632
- 『トヨタに学ぶカイゼンのヒント71』 (新潮新書、2020年7月17日）　ISBN 978-4106108693
- 『トヨタ物語』 (新潮文庫、2021年11月27日）　ISBN 978-4101362557
- 『新TOKYOオリンピック・パラリンピック物語』（KADOKAWA、2021年7月20日）　ISBN 978-4040823607
- 『京味物語』（光文社、2021年7月27日）　ISBN 978-4334952570
- 『あなたの心に火をつける超一流たちの「決断の瞬間」ストーリー』 (ワニブックス、2021年7月21日）　ISBN 978-4847066580
- 『警察庁長官 : 知られざる警察トップの仕事と素顔』 (朝日新聞出版、2021年9月13日）　ISBN 978-4022951410
- 『名門再生 : 太平洋クラブ物語』（プレジデント社、2022年7月13日）　ISBN 978-4833424660
- 『高倉健沈黙の演技』（プレジデント社、2022年11月15日）　ISBN 978-4833424806
- 『伊藤忠 : 財閥系を超えた最強商人』（ダイヤモンド社、2022年12月14日）　ISBN 978-4478116814
- 『サービスの達人に会いにいく : プロフェッショナルサービスパーソン』（プレジデント社、2023年10月2日）　ISBN 978-4833425100
- 『図解トヨタがやらない仕事、やる仕事』（プレジデント社、2023年3月31日）　ISBN 978-4833424967
- 『ユーザーファースト 穐田誉輝とくふうカンパニー 食べログ、クックパッドを育てた男』（プレジデント社、2023年12月19日）　ISBN 978-4833425179
- 『海を渡った7人の侍：大和証券シンガポールの奇跡』（プレジデント社、2024年4月15日）　ISBN 978-4833425285

## プロデュース

### 書籍
- 『キリンビール高知支店の奇跡 勝利の法則は現場で拾え!』 (講談社+α新書、2016年4月21日）　ISBN 978-4062729246

### イベント
- 美術展「M.Cエッシャー展」
- 美術展「S.Gムパタ展」

## 出演

### 映画
- 『ミスタームーンライト〜1966 ザ・ビートルズ武道館公演 みんなで見た夢〜』（配給：KDDI、WOWOW、2023年1月27日公開）[5]

### テレビ
- 『上田晋也のニッポンの過去問』（TBSテレビ）[6]

### 雑誌
※ 国立国会図書館調べ
- 『ノジュール』（JTBパブリッシング） -　※「ゴッホを巡る旅」連載中[4]
- 『文芸春秋』（文芸春秋）
- 『プレジデント』（プレジデント社）
- 『月刊現代』（講談社）
- 『Agora（アゴラ）』（JALブランドコミュニケーション）
- 『小説新潮』（新潮社）
- 『週刊ポスト』（小学館）
- 『週刊文春』（文藝春秋）
- 『オール讀物』（文藝春秋）
- 『日経ベンチャー』（日経BP）
- 『Web & publishing編集会議』（宣伝会議）
- 『新潮45』（新潮社）
- 『日経ビジネスassocié』（日経BP）
- 『Aura』（フジテレビ編成局調査部）
- 『商業界』（商業界）
- 『週刊金曜日』（講談社）
- 『日経ビジネス』（日経BP）
- 『歴史通』（ワック・マガジンズ）
- 『WiLL』（ワック・マガジンズ）
- 『理念と経営』（コスモ教育出版）
- 『本の窓』（小学館）
- 『NTT技術ジャーナル』（日本電信電話）